# Région Pays de la Loire Tour
Cet article concerne la course masculine. Pour la course féminine, voir Région Pays de la Loire Tour féminin.
Le Région Pays de la Loire Tour, est une course cycliste par étapes française créée en 2023 dans les Pays de la Loire, qui prend la suite du Circuit cycliste Sarthe-Pays de la Loire, épreuve créée en 1953 et ouverte aux professionnels à partir de 1975. 
La première édition de cette épreuve se déroule en avril 2023 et traverse tous les départements de la Région.

## Palmarès
| Année | Vainqueur           | Deuxième         | Troisième        |
| ----- | ------------------- | ---------------- | ---------------- |
| 2023  | Alexander Kamp      | Fredrik Dversnes | Valentin Ferron  |
| 2024  | Marijn van den Berg | Ewen Costiou     | Fredrik Dversnes |
| 2025  |                     |                  |                  |